# TT A6
La tombe thébaine TT A6 est située à Dra Abou el-Naga, dans la nécropole thébaine, sur la rive ouest du Nil, face à Louxor en Égypte.
C'est la tombe de Djéhoutinéfer, superviseur des marais du seigneur des Deux Terres à la XIXe dynastie.
La tombe a été visitée par l'expédition de Karl Richard Lepsius, qui a copié le titre du propriétaire de la tombe : « surveillant des habitants des marais du seigneur des Deux Terres », mais pas son nom. La tombe était alors déjà fortement détruite. Avant 1906, l'égyptologue français Henri Gauthier visite la tombe A6 et décrivit les quelques restes de la décoration et publie une courte note. Gauthier enregistre d'autres titres de Dhjéhoutinéfer, tels que « scribe » et « compteur de bétail et de volaille du temple d'Amon ». Un fragment appartenant à la tombe est une peinture murale qui se trouve aujourd'hui au Metropolitan Museum of Art de New York. Sur le fragment de New York est également mentionnée l'épouse de Djéhoutinéfer, une femme appelée Benbou. Plusieurs cônes funéraires découverts dans la tombe fournissent le nom du père de Djéhoutinéfer qui était le scribe Mesou.